# F4L
F4L quiere decir Flash for Linux, fue una aplicación informática que se desarrolló como una propuesta para que Linux tuviera un programa similar a Macromedia Flash, solo que su divulgación no fue muy difundida.
Actualmente F4L se unió con Qflash para crear un programa conjunto llamado UIRA.
Existen otras propuestas de este tipo bastante elaboradas como Synfig, Pencil, Ktoon, y Qflash.